# Xerraire collrogenc
El xerraire collrogenc (Pterorhinus ruficollis) és un ocell de la família dels leiotríquids (Leiothrichidae).

## Hàbitat i distribució
Viu als clars del bosc, matolls i vegetació secundària als turons de l'Himàlaia al nord-est de l'Índia des de l'est del Nepal cap a l'est fins Arunachal Pradesh, cap al sud a Tripura, sud-est de Bangladesh, Mizoram, Manipur i Nagaland, nord i est de Myanmar i sud-oest de la Xina al sud-oest de Yunnan.